# TAP Air Portugal

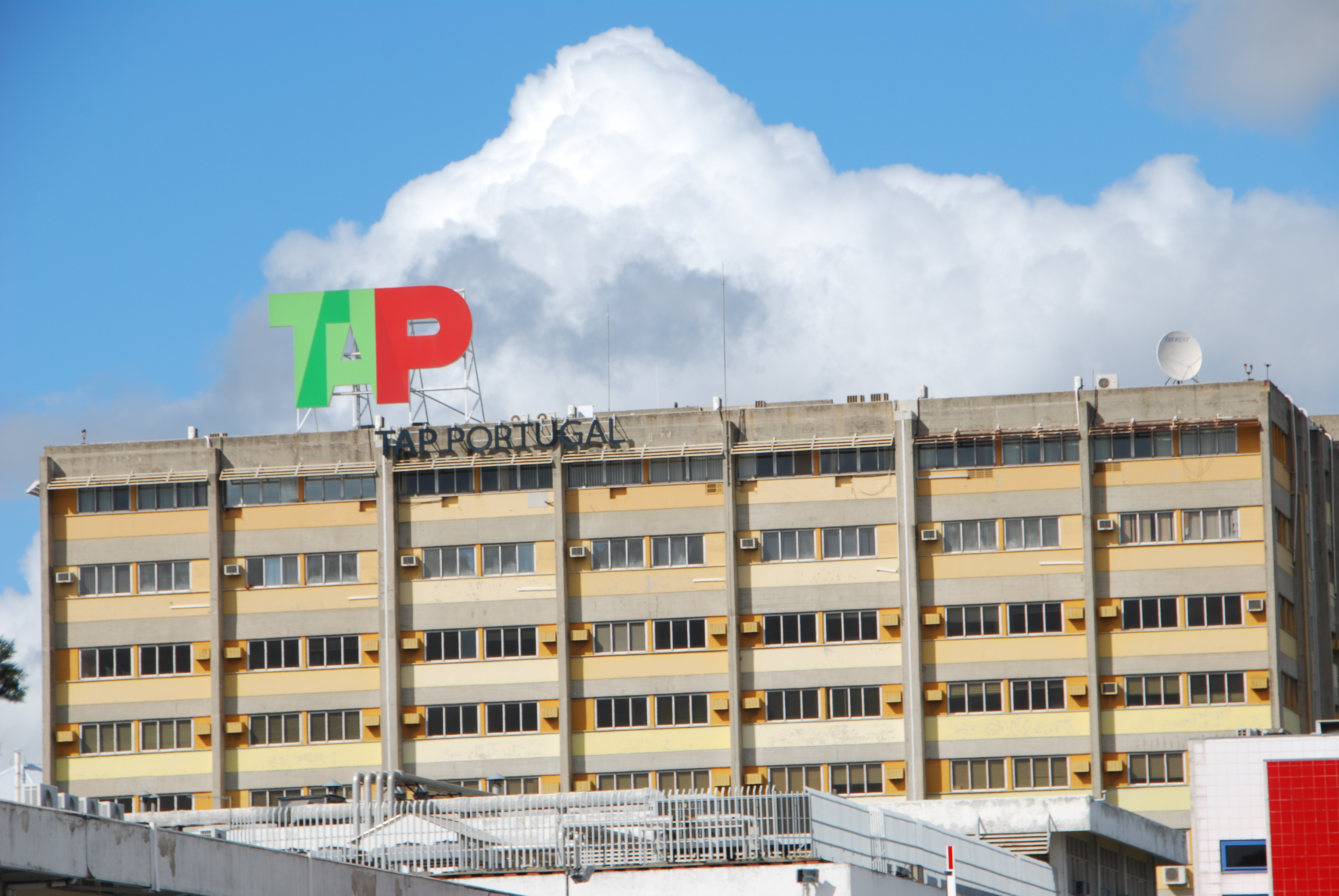
Het hoofdkantoor van TAP

TAP Air Portugal (Transportes Aéreos Portugueses) is de nationale luchtvaartmaatschappij van Portugal met als basis Lissabon. Ze vliegt op bestemmingen in Europa, Afrika en Noord-, Midden- en Zuid-Amerika. Elk toestel is genoemd naar een bekende Portugees/Portugese.

## Geschiedenis
De maatschappij is opgericht op 14 maart 1945, als 'Transportes Aéreos Portugueses' (TAP), waarna de eerste vlucht plaatsvond op 19 september 1946 van Lissabon naar Madrid. Op 31 december van dat jaar begon het een rondvlucht met 12 tussenstops onder andere in Luanda, Angola en Maputo, Mozambique. In 1949 werd voor het eerst Londen bediend met een vaste lijndienst.
In 1953 werd de maatschappij geprivatiseerd en begon het een tweetal diensten naar Marokko.
Op 19 juni 1964, 18 jaar na het oprichten van TAP vloog de miljoenste passagier mee. In 1969 begonnen vluchten naar New York via de Azoren. Een jaar later werd ook Boston toegevoegd aan het schema. In 1975 werd TAP genationaliseerd en werd het een publieke onderneming (Empresa Pública).
TAP kocht meerdere Boeing 747's in de jaren 70 die de verouderde Boeing 707's moesten gaan vervangen. De 747's werden uiteindelijk weer verkocht omdat er niet genoeg vraag was. Ze werden vervangen door Lockeed Tristar's en de Airbus A310 op de lange vluchten. Eind jaren 90 had TAP zijn verouderde Boeing 737's en Boeing 727's verkocht en ingeruild voor de modernere Airbus A319, A320, en A321. De Tristars werden verkocht aan Air Luxor en vervangen door de Airbus A340 waardoor TAP een grote vloot had met uitsluitend Airbus toestellen.
Nadat de hernationalisatie in 1975 was doorgezet veranderde de naam van de onderneming in TAP Air Portugal.
In 2005 werd TAP het zestiende lid van de Star Alliance. Tegen deze tijd had de maatschappij 9750 werknemers. TAP beëindigde zijn samenwerkingsverband met Delta Air Lines en sloot een nieuwe overeenkomst met United Airlines vanwege het lidmaatschap van de Star Alliance. Deze overeenkomst houdt in dat op sommige TAP vluchten de code van United wordt gebruikt en andersom.
Op 6 november 2006 kreeg TAP 99,81% van de aandelen van de regionale vliegmaatschappij Portugália Airlines in handen. In maart 2007 telde Portugália 750 werknemers. Op 14 januari 2016 maakte TAP bekend dat Portugália onderdeel gaat uitmaken van TAP Express.
In 2015 nam het consortium Atlantic Gateway een aandelenbelang van 45% in TAP. De verkoper was de Portugese regering. 
In 2019 maakten 17 miljoen passagiers gebruik van de diensten van de luchtvaartmaatschappij. In dat jaar behaalde het een omzet van € 3,3 miljard en leed hierbij een verlies van € 95 miljoen. TAP telde iets meer dan 9000 medewerkers. Door de coronapandemie daalde het aantal passagiers met 75% en kwam uit op 4,6 miljoen in 2020. De jaaromzet daalde naar € 1,1 miljard en TAP leed een verlies van € 1,2 miljard. De Portugese regering wilde het bedrijf van de ondergang redden. Het verhoogde het aandelenbelang in TAP van 50% naar 72,5% door het belang van 22,5% van David Neeleman over te nemen. Humberto Pedrosa, de zakenpartner van Neeleman, hield zijn belang 22,5%. 
Aan het einde van het jaar had TAP een negatief eigen vermogen en werd gered door diverse kapitaalinjecties van de Portugese overheid. De eerste injectie vond plaats in mei 2021 en het belang van de staat steeg naar 92% en in december volgde een tweede injectie waarna de staat de enige aandeelhouder van TAP werd. In 2021 leed TAP een verlies van € 1,6 miljard. In 2022 vervoerde TAP 13,8 miljoen passagiers en behaalde een nettowinst van € 65,6 miljoen. De regering had het plan het belang in TAP af te bouwen en verwachtte in het eerste halfjaar van 2023 met een koper overeenstemming te bereiken,  maar dit mislukte.
In 2024 realiseerde de luchtvaartmaatschappij een nettoresultaat van € 53,7 miljoen, dit was het derde jaar in rij dat met winst werd afgesloten. De omzet kwam uit op € 4,2 miljard en 16 miljoen passagiers werden vervoerd.
In juli 2025 kwam de privatisering weer aan de orde. De regering biedt 49,9% van de aandelen aan, waarvan 5% is bestemd voor de werknemers van TAP. Men verwacht binnen een jaar een transactie met een investeerder of luchtvaartmaatschappij te kunnen afronden. Als de marktomstandigheden goed zijn en het bod gunstig is, dan is de regering bereid meer aandelen te verkopen.

## Vloot

### Huidige vloot
Op april 2020 bestond de vloot van TAP Portugal uit de volgende toestellen.
| Type            | In Dienst | Bestellingen | Passagiers | Passagiers | Passagiers | Passagiers | Opmerking                      |
| Type            | In Dienst | Bestellingen | B          | EX         | E          | Totaal     | Opmerking                      |
| --------------- | --------- | ------------ | ---------- | ---------- | ---------- | ---------- | ------------------------------ |
| Airbus A319-100 | 17        | 0            | –          | Var        | Var        | 132        | –                              |
| Airbus A319-100 | 17        | 0            | –          | 8          | 132        | 140        | –                              |
| Airbus A320-200 | 19        | 0            | –          | 42         | 114        | 156        | –                              |
| Airbus A320neo  | 7         | 1            | –          | 42         | 114        | 156        | CS-TVF met Star Alliance thema |
| Airbus A321-200 | 4         | 0            | –          | 42         | 164        | 206        | –                              |
| Airbus A321neo  | 13        | 2            | –          | 42         | 164        | 206        | –                              |
| Airbus A321neo  | 13        | 2            | 16         | 42         | 113        | 171        | –                              |
| Airbus A330-200 | 7         | 0            | 25         | –          | 244        | 269        | –                              |
| Airbus A330-900 | 19        | 0            | 34         | 96         | 168        | 298        | CS-TUK met Star Alliance thema |
| Totaal          | 86        | 3            |            |            |            |            |                                |

### TAP Express
TAP Express is een dochtersonderneming van TAP Air Portugal.

## Vracht
TAP Cargo vliegt volgende vrachtroutes:
- Porto - Londen, Engeland
- Lissabon - Frankfurt, Duitsland
- Lissabon - Keulen, Duitsland
- Lissabon - Brussel, België

## Incidenten
- Op 19 november 1977 probeerde TAP Portugal-vlucht 425 te landen in Funchal, Madeira. Door slecht weer raakte het vliegtuig van de baan. 131 personen kwamen hierbij om het leven.